# San Paolo (Biella)
San Paolo è un rione di Biella, inserito nel 1976 nel quartiere San Paolo-Masarone-Villaggio Sportivo.

## Storia
Nasce intorno al 1915 nei pressi della prima chiesa dedicata ai Santi Paolo ed Elisabetta, inaugurata nel 1919.
La definizione rionale del podestà Giuseppe Serralunga del 9 settembre 1938 distingue i confini del quartiere limitandolo a sud con viale Macallé e viale Roma, oltre il quale ha inizio il Rione San Maurizio. Quest'ultimo include pertanto il rudere dell'omonima antica chiesetta (lungo il corso al medesimo intitolato) e si spinge sino ai confini comunali con Candelo, Gaglianico e Ponderano. Racchiude il piccolo nucleo del Masarone e quello che diventa nella seconda metà del XX secolo il Villaggio Sportivo.
Con il raggruppamento nei già citati Quartieri e, successivamente, nelle Circoscrizioni (1990), il rione viene inglobato in una sola entità, pur mantenendo la denominazione locale delle diverse zone. Nella più nota, propriamente denominata San Paolo, sorgono la stazione, il palazzo dell'Unione Industriale e il cinema-teatro Odeon.

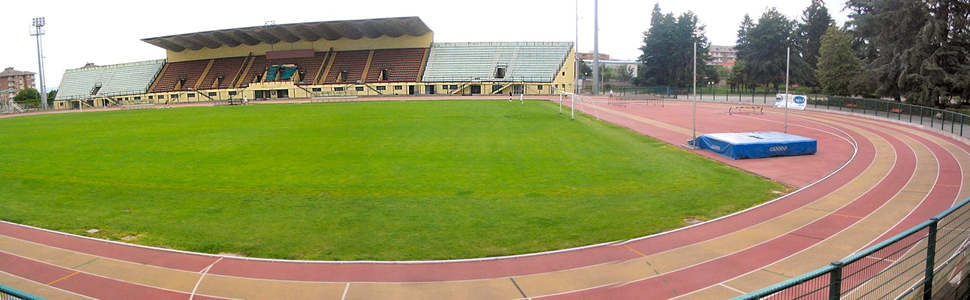

Nel Villaggio Sportivo si trovano invece lo Stadio Lamarmora, la piscina comunale Massimo Rivetti, il circolo tennis Biella, un bocciodromo, un palazzetto dello sport utilizzato per pallacanestro e calcetto ed infine due campi da calcio a 11 retrostanti la citata piscina. In quest'area inoltre si tiene il mercato tre volte alla settimana (lunedì, giovedì e sabato).
Le principali arterie viarie che collegano la città, sia in direzione sud che est, attraversano questo quartiere prima di collegarsi al centro cittadino. Anche la nuova strada, cosiddetta di gronda e progettata dall'architetto Gae Aulenti è collegata al quartiere tramite una bretella: Via Carso.
Il quartiere conta circa 15.000 abitanti.

## Infrastrutture e trasporti

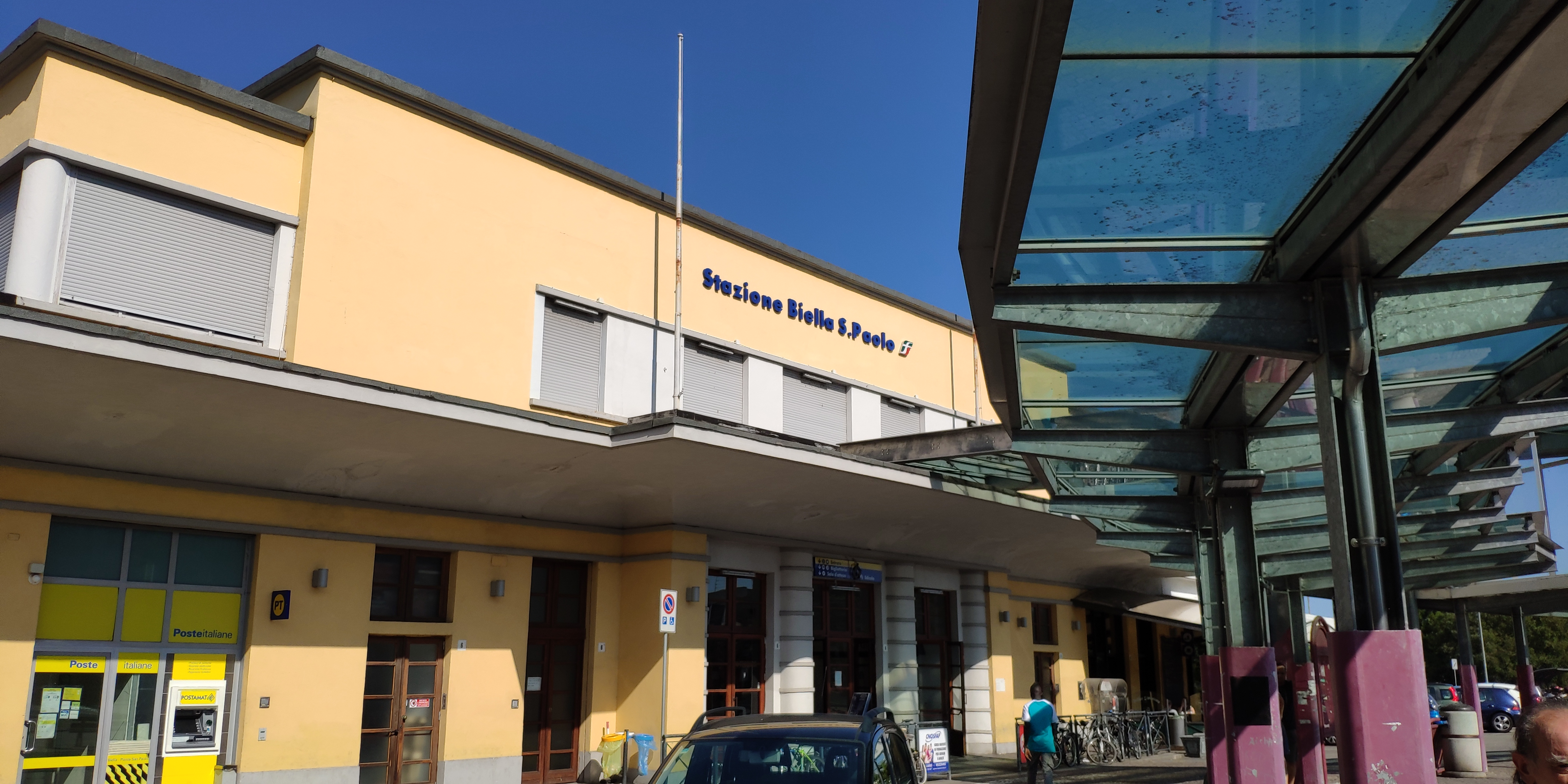

Nel quartiere è presente la stazione ferroviaria principale della città.
Ovvero quella di Biella san Paolo.
Nel piazzale antistante la stazione si trovano le pensiline dei bus ATAP per la città e per la provincia.